# Kapliczki, groty i krzyże w Braniewie
Kapliczki, groty i krzyże w miejscowości Braniewo w województwie warmińsko-mazurskim.
Kapliczki, krzyże i figurki (zwane też świątkami) są częstym elementem krajobrazu w Polsce. Stawiano je przy drogach, często na skrzyżowaniach dróg, w miejscach objawień religijnych lub ważnych dla społeczności lokalnej wydarzeń, w miejscach po zniszczonych świątyniach, także by uczcić jakieś ważne wydarzenie, czy potwierdzić swoje religijne zaangażowanie.
Charakterystyczna jest ich obecność w niektórych historycznie bardzo katolickich regionach, do których zalicza się Warmia. Pełniły funkcje religijne, społeczne i architektoniczne. W tych miejscach odbywały się nabożeństwa majowe, czerwcowe, zatrzymywano się przy nich podczas łosier (łosiera to określenie pielgrzymek na Warmii do miejsc świętych).
W Braniewie znajduje się kilkanaście takich przedstawień małej architektury sakralnej, wśród nich można wymienić kapliczki, groty i krzyże przydrożne.

## Kapliczki

### Kapliczka na rondzie im. gen Andresa
Kapliczka z Matką Boską Niepokalaną wybudowana została w 1883 roku przy skrzyżowaniu ulic Fromborskiej, Świętojańskiej, Elbląskiej, Sikorskiego i Moniuszki. Następnie z inicjatywy prof. Franza Niedenzu (było to nie wcześniej niż 1892, bo wtedy przybył do Braniewa) zasadzono przy niej 13 lip. Miejsce to otrzymało nazwę Dreizehnlinden (tzn. trzynaście lip), później nazwą tą nazywano również samą kapliczkę maryjną. Nazwa Dreizehnlinden zaczerpnięta została z kolei od tytułu wydanego w 1878 roku poematu epickiego Friedricha Webera, opisującego bohaterskie zmagania chrześcijańskich mnichów z pogańskim światem (w poemacie jest to nazwa ich klasztoru). Gdy w czerwcu 1997 skrzyżowanie zastąpione zostało rondem, kapliczka została zachowana na jego części wyspowej na rondzie noszącym od 6 maja 1998 roku im. gen Andersa.

### Kapliczka przy ul. Moniuszki
Kapliczka z Matką Boską Niepokalaną – przy ul. Moniuszki w pobliżu Powiatowego Centrum Medycznego (szpitala). Wzniesiona w formie klasycznej aediculi w XVIII/XIX wieku.

### Kapliczka przy ul. Elbląskiej
Kapliczka z figurką Matką Boską z dzieciątkiem – przy ul. Elbląskiej, z metalowym krzyżem na daszku czterospadowym (na zdjęciu).

### Kapliczka przy ul. Morskiej
Położona jest przy skrzyżowaniu ulicy Morskiej i PCK. Kapliczka klasycystyczna na planie kwadratu, tynkowana, z detalem architektonicznym. Pilastry opinające naroża dźwigają belkowanie dzielące kondygnacje. Nakryta jest czterospadowym daszkiem. W górnej kondygnacji prześwit, we wnętrzu znajduje się krucyfiks. Kapliczka powstała w swojej współczesnej formie nie wcześniej niż w XVIII wieku lub w początkach XIX w., przed wojną była wpisana do miejskiego rejestru zabytków (pod nr. bież. 11).
W XX wieku była parokrotnie obiektem różnych zatargów. Gdy w 1919 elektryfikacja dotarła do Braniewa, a w 1924/1925 wybudowano własną elektrownię w mieście, coraz gęstsza sieć przesyłowa zaczęła oplatać ulice miejskie, często na nią nakładała się również sieć telefoniczna. Podczas układania linii energetycznej wykorzystano jako punkt zaczepowy tę wysoką kapliczkę. Tak jak w XXI wieku wywołuje oburzenie wykorzystywanie obiektów sakralnych jako maszty przesyłowe, tak też nowa funkcja tejże kapliczki wzbudziła sprzeciw w tamtym okresie. 20 stycznia 1930 konserwator zabytków w Królewcu wystosował pisemny protest do magistratu miasta w tej sprawie. Urząd w odpowiedzi z dnia 14 października tegoż roku wskazywał m.in., że w obrębie tego skrzyżowania znajduje się już 5 (!) masztów przesyłowych energii elektrycznej oraz telefonicznych, a znajdująca się na kapliczce lampa dodaje jej jeszcze walorów. Konserwator jeszcze w tym roku ponowił swój protest, który doprowadził do usunięcia w 1931 mocowań linii przesyłowych i latarni z kapliczki oraz do odmalowania jej.
Kolejny raz los kapliczki stał się zagrożony kilka lat później. W czerwcu 1937 magistrat miejski skierował pismo do konserwatora zabytków o przeniesienie jej w inne miejsce, z powodu występowania na tej trasie dużego natężenia duchu drogowego, a położenie kapliczki przy drodze miałoby go znacząco utrudniać. Rzeczywisty powód, dlaczego położona blisko drogi kapliczka miałaby przeszkadzać, mógł być jednak zupełnie inny. Druga połowa lat 30. to okres panoszenia się wszechwładnej dyktatury NSDAP, zaś ulica nosiła już od paru lat znaczące imię: SA-Straße. Podobna sytuacja w mieście miała miejsce przy reprezentacyjnym A.-Hitler-Platzu (pl. Piłsudskiego), gdy w 1938 burmistrz miasta Hans-Georg Petrusch wystąpił do konserwatora zabytków o zgodę na usunięcie obelisku poległych żołnierzy, który nie pasował do aktualnej polityki państwa i który wówczas skutecznie usunięto.
Kapliczka ta jednak przetrwała tę zawieruchę i wojnę i stoi nadal w niezmiennej lokalizacji.

### Kapliczka przy ul. Świętokrzyskiej
Kapliczka z Matką Boską Niepokalaną – współcześnie przy ul. Świętokrzyskiej, wcześniej przy drodze prowadzącej z Braniewa do Nowej Pasłęki. Okazała, w formie klasycznej aediculi z XVIII/XIX wieku. Wzniesiona na planie prostokąta, z cegły, otynkowana. Ściana przednia opięta po bokach pilastrami. Na osi przedniej ściany wnęka zamknięta łukiem. Wewnątrz nisza z figurką Matki Bożej, o nieustalonym czasie powstania. Kapliczka jest zwieńczona trójkątnym tympanonem, oddzielonym od korpusu listwowym gzymsem, pod którym znajduje się fryz arkadowy. Nakryta daszkiem dwuspadowym, na daszku dachówka holenderka. Kapliczkę wieńczy krzyż (2024 – uszkodzony). Bardzo podobna forma klasycystycznej aediculi jak w skromniejszej kapliczce przy ul. Moniuszki.

### Kapliczka przy klasztorze redemptorystów
Kapliczka NMP znajduje się w ogrodzie klasztornym oo. redemptorystów w pobliżu ujścia Czerwonego Rowu do rzeki Pasłęki. Gdy stawiano nowe ogrodzenie ogrodu zakonnego, kapliczka została wkomponowana w ogrodzenie. Widoczna od strony ogrodu, jak również od strony ul. Nadbrzeżnej (zob. zdjęcie).

### Kapliczka przy klasztorze sióstr św. Katarzyny
Kapliczka pochodzi z XX wieku, murowana, z czerwonej cegły licowej o czytelnych cechach neogotyckich.

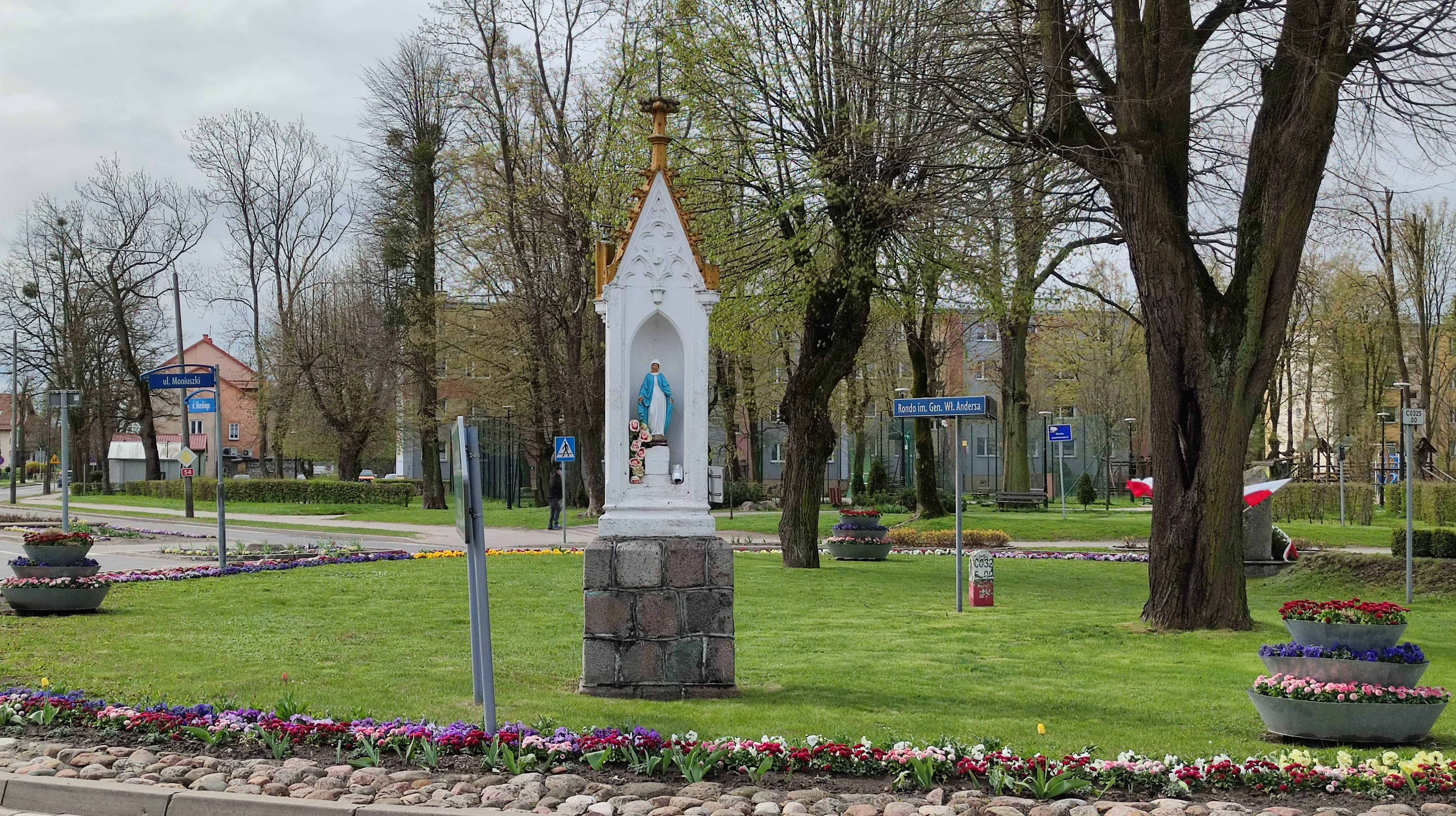
Rondo gen. Andresa
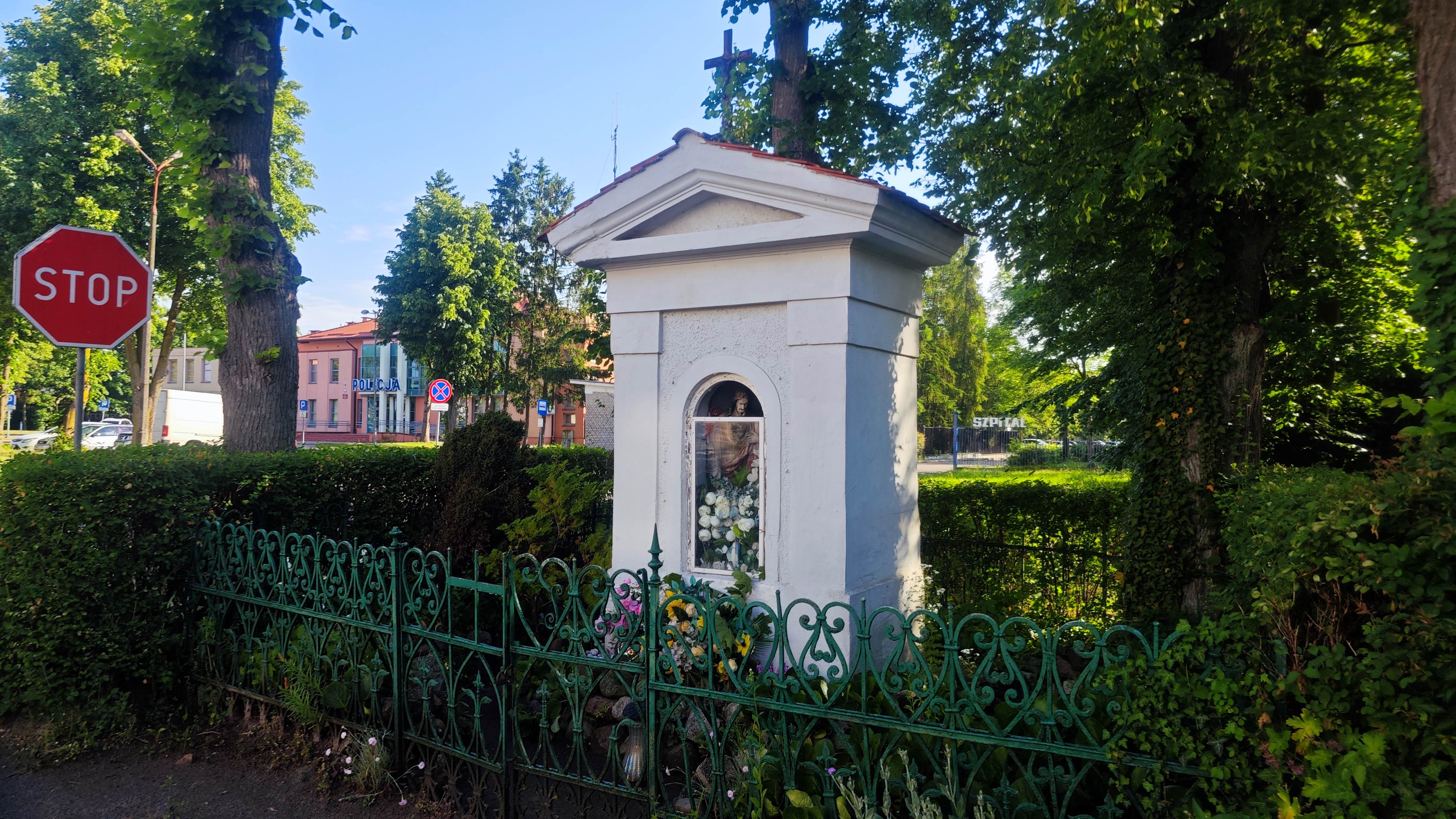
Ul. Moniuszki
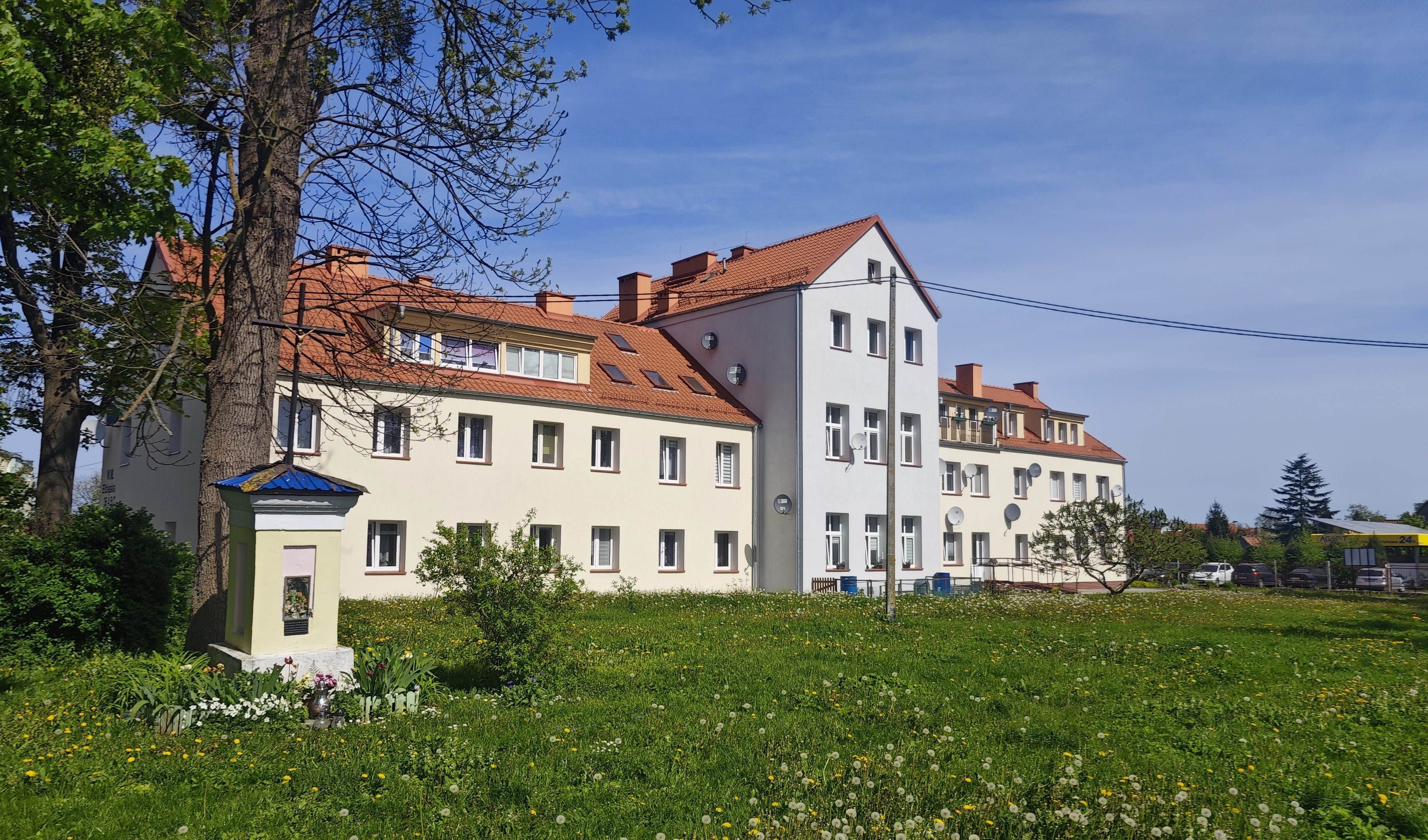
Ul. Elbląska
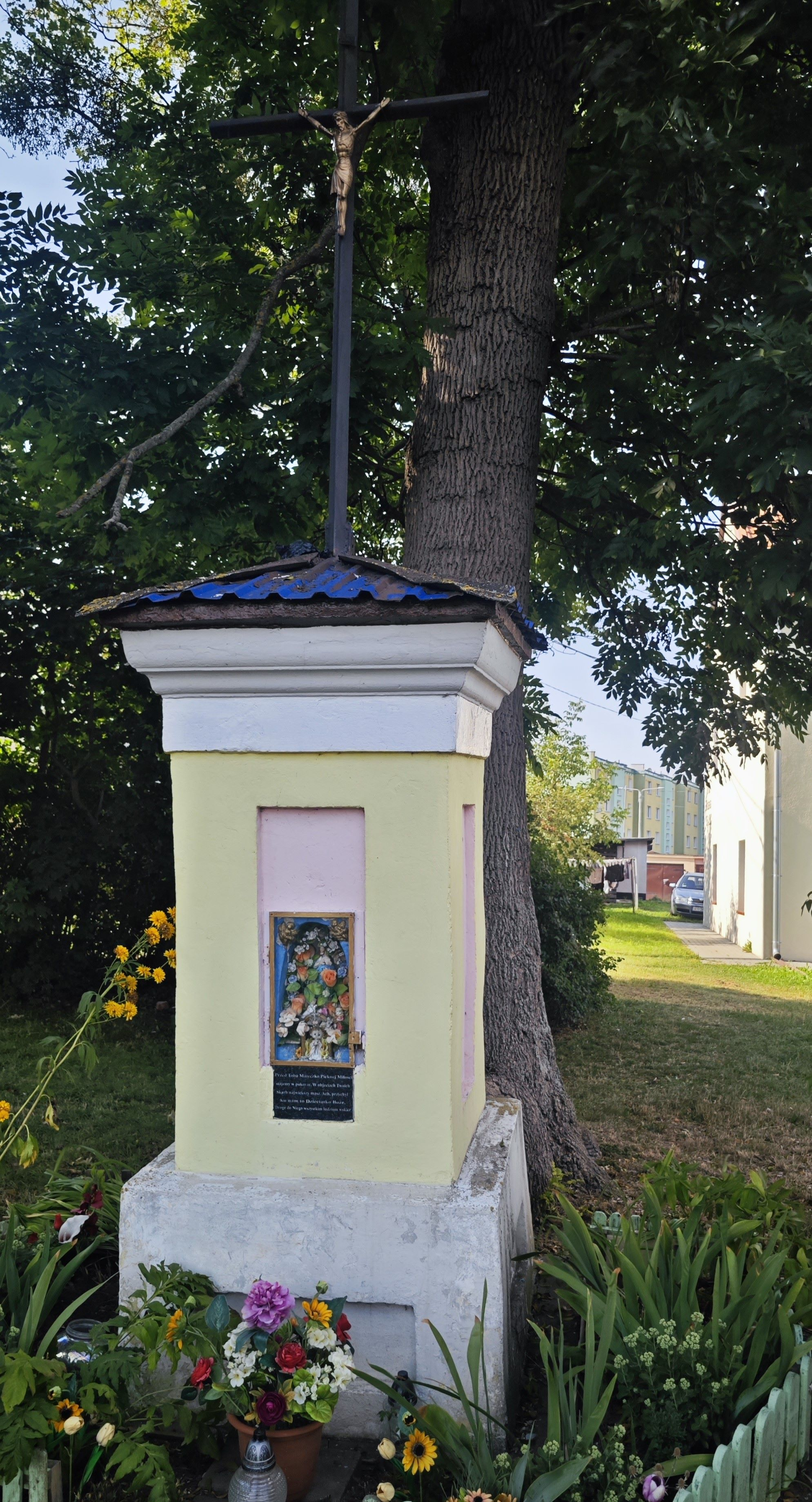
Ul. Elbląska
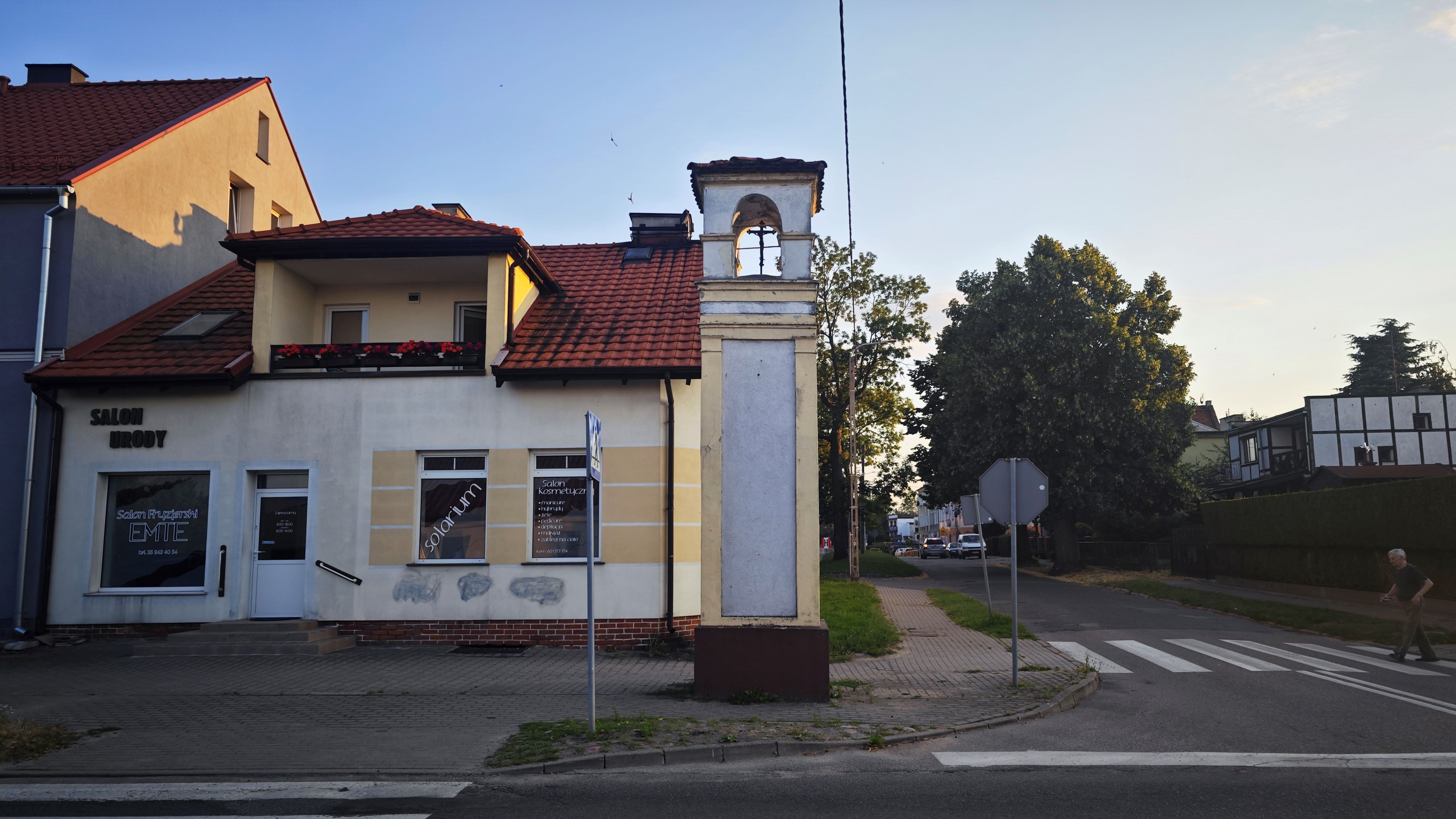
Ul. Morska
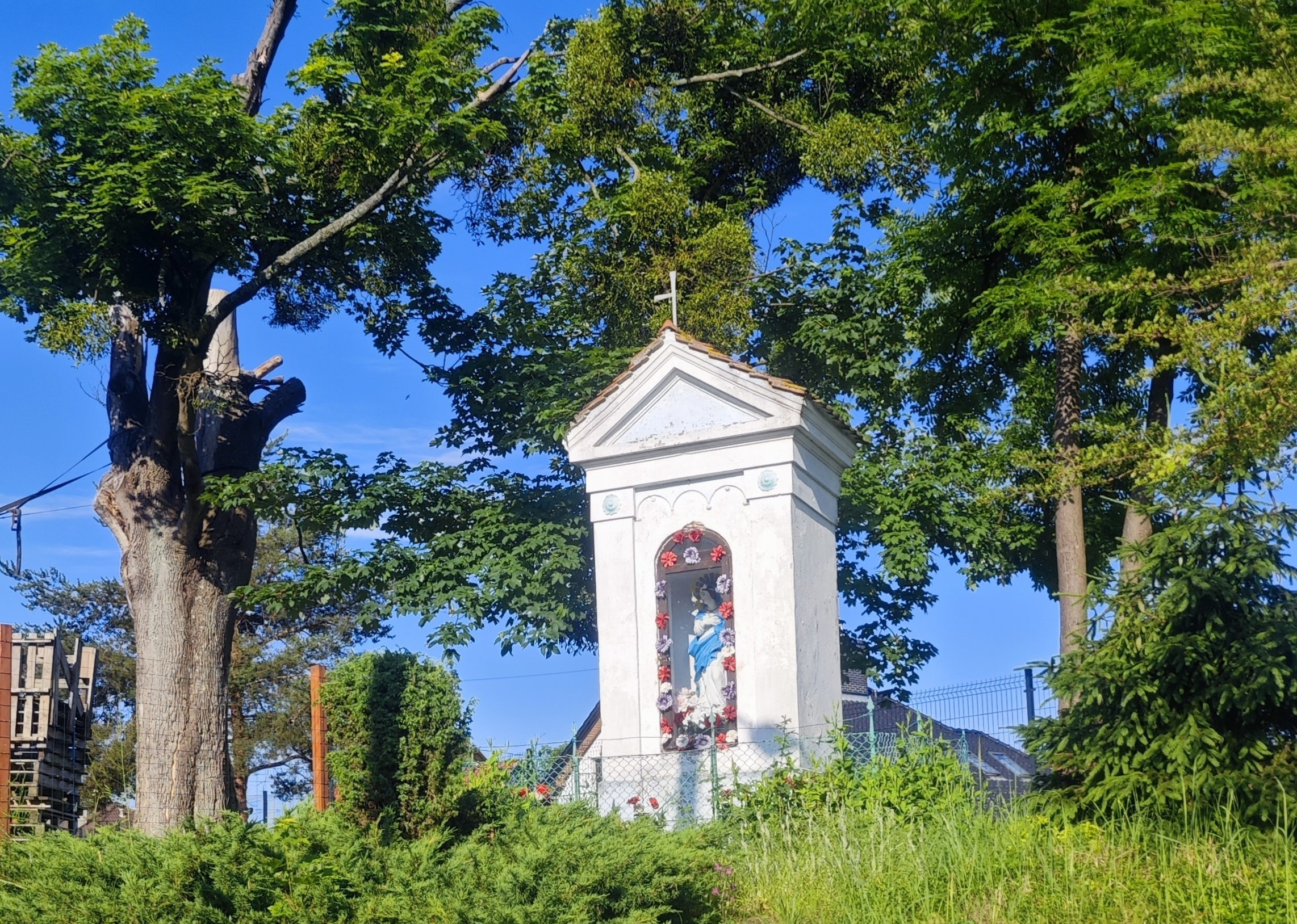
Ul. Świętokrzyska
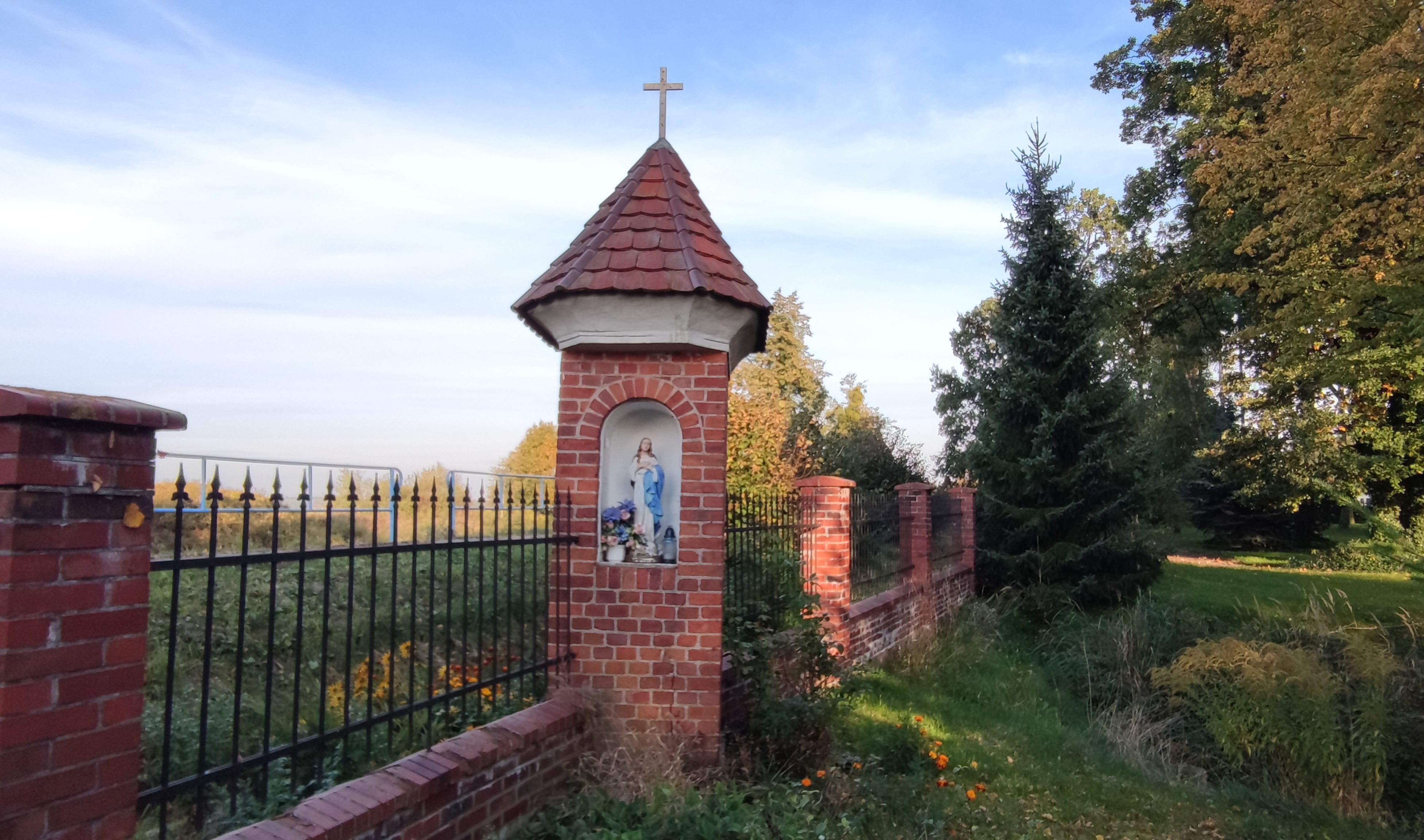
Klasztor oo. redemptorystów

## Groty
Groty były pierwotnie jedną z form aranżacji ogrodów. Przejście od funkcji świeckich do sakralnych nastąpiło w XIX w. Zaadaptowaniu tej formy architektonicznej do funkcji sakralnych sprzyjała maryjna postawa Warmiaków. Największa i najbardziej charakterystyczna grota na Warmii znajduje się na parceli nieistniejącej kurii kanonicznej pod wezwaniem św. Józefa we Fromborku. Na terenie Braniewa odnaleźć można następujące groty (zob. zdjęcia):
1. Grota na dawnym cmentarzu dżumowym przy ul. Olsztyńskiej, znajduje się w pobliżu rzeki Pasłęki. Wewnątrz niej znajduje się dużych rozmiarów Pietà (przedstawienie opłakującej Matki Bożej trzymającej na kolanach ciało Jezusa Chrystusa)[15].
2. Groty przy klasztorze sióstr św. Katarzyny przy ul. Moniuszki 7 – jedna wkomponowana została w południowe naroża ogrodzenia, do jej wzniesienia wykorzystano wypalony żużel. Zawiera współcześnie (2024) figurkę Matki Bożej Niepokalanie Poczętej. Druga, skromniejsza, kamienna, znajduje się w pobliżu kapliczki. Obie groty pochodzą z XX wieku[15].
3. Grota przy kościele św. Antoniego przy ul. Królewieckiej wzniesiona została z kamienia. Poświęcona została Najświętszemu Sercu Jezusa na pamiątkę Wielkiego Jubileuszu Roku 2000[15].

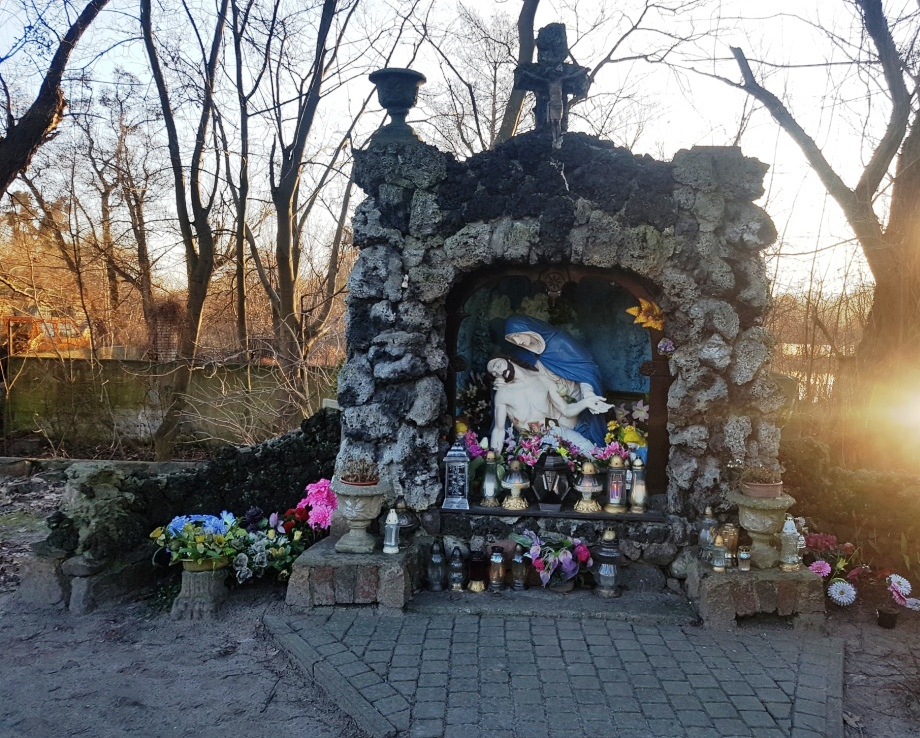
Ul. Olsztyńska
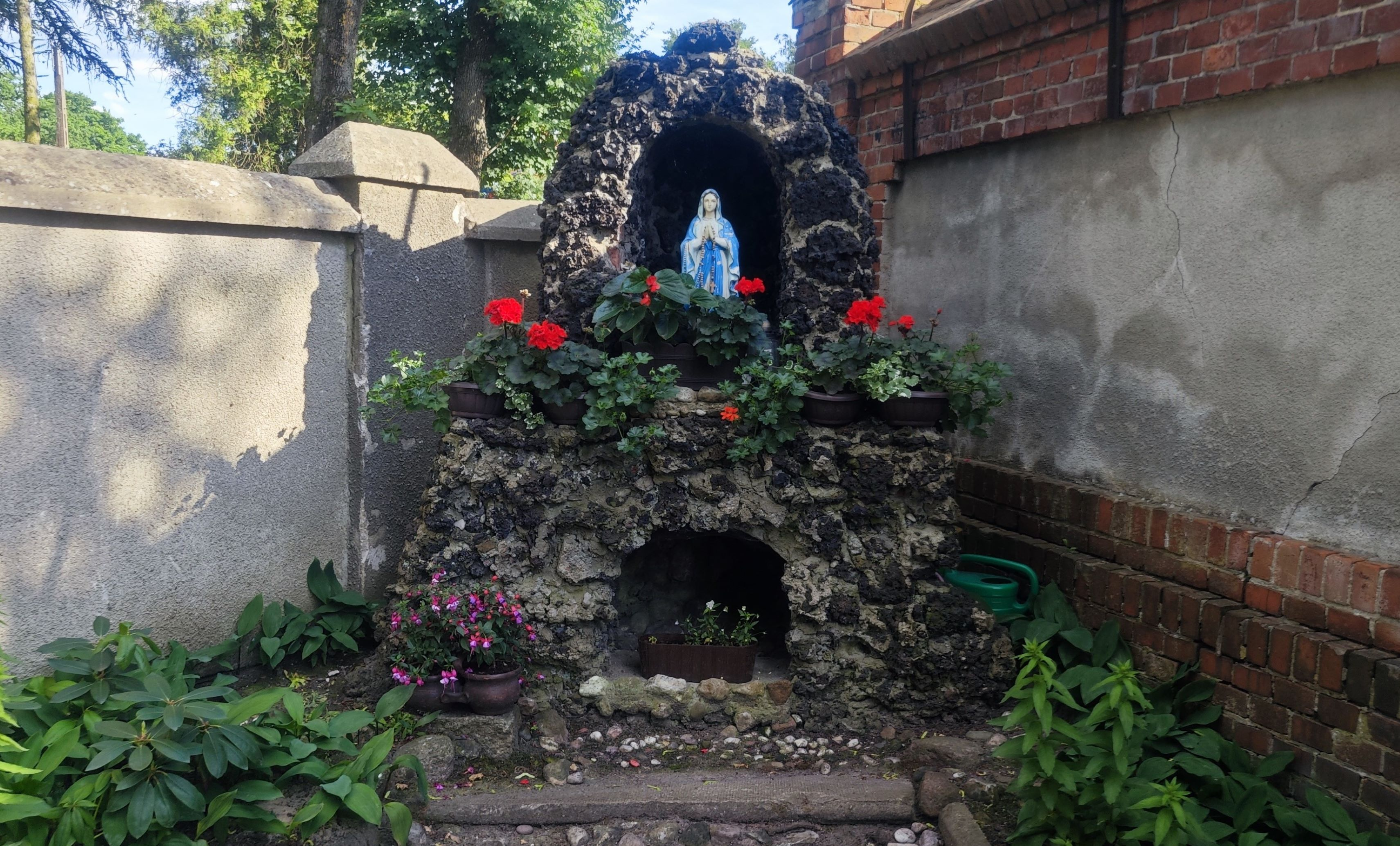
Klasztor ss. katarzynek
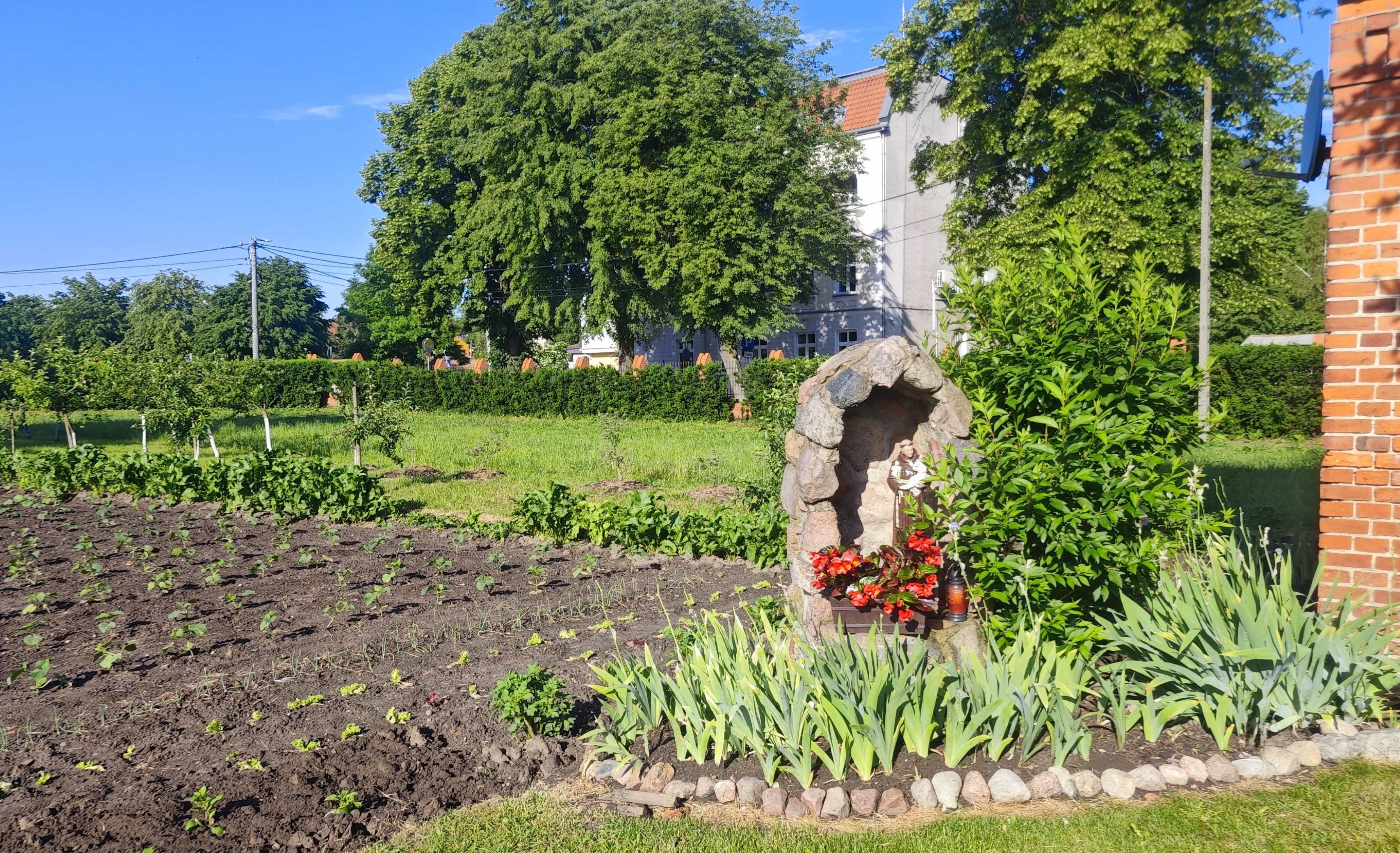
Klasztor ss. katarzynek
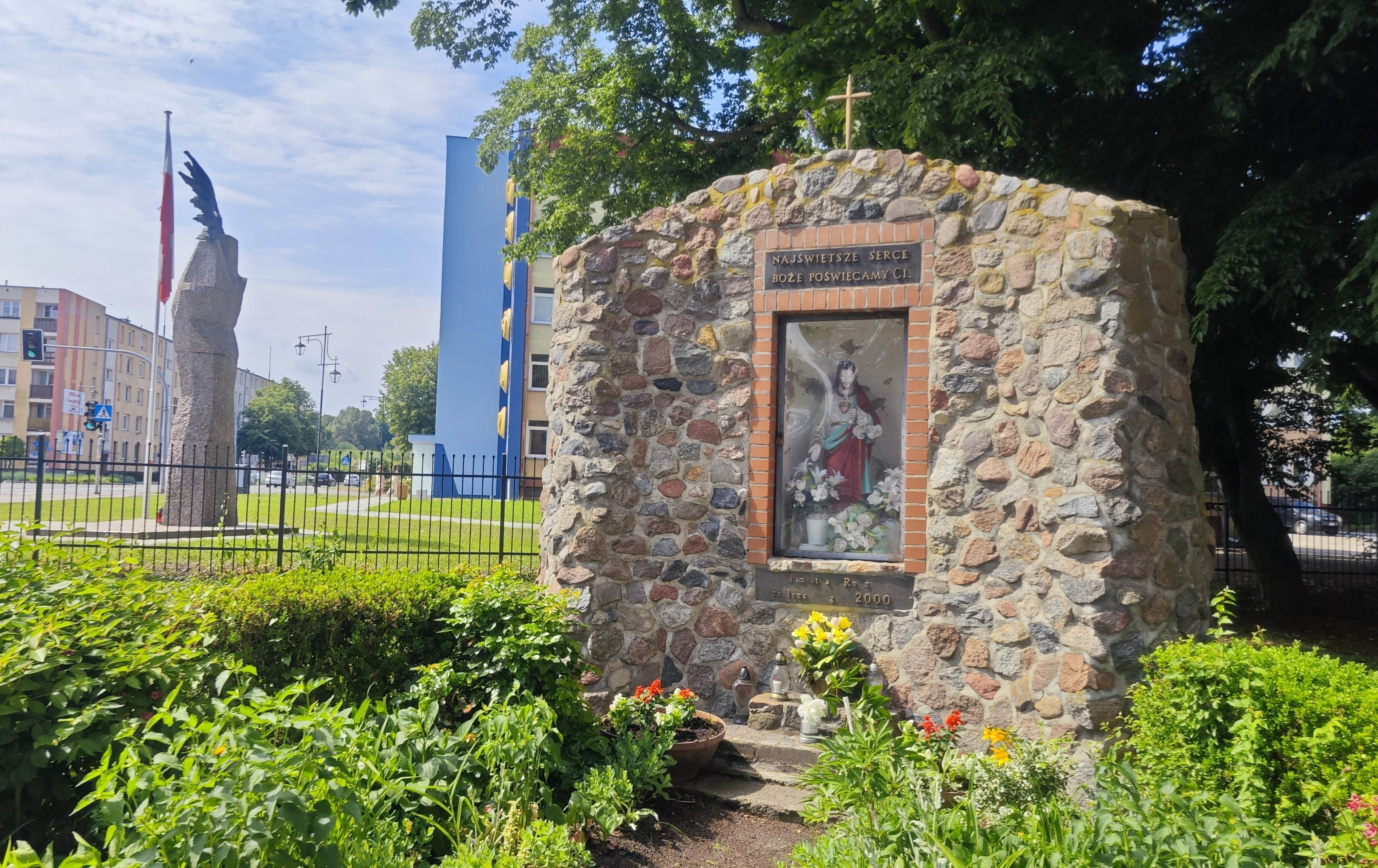
Ul. Królewiecka

## Krzyże murowane
Krzyże przydrożne stanowią skromniejszą formę architektoniczną kultu religijnego, występują w formie krucyfiksu lub krzyża różnego typu (krzyż łaciński, krzyż prawosławny, karawaka i inne) stawiana przy drogach, rozstajach dróg czy ich skrzyżowaniach. Krzyże stawiano by uczcić jakieś ważne wydarzenie, czy potwierdzić swoje religijne zaangażowanie. Budowano je w podzięce za uratowanie życia, czy otrzymanie łaski. Były też znakami granicznymi, które wyznaczały koniec i początek wsi czy drogowskazami. Karawaki chroniły przed epidemiami. W Braniewie są to m.in.:
1. Krzyż misyjny przy bazylice św. Katarzyny – krzyż z roku 1920, wcześniej znajdował się tu krzyż drewniany. Na belce poprzecznej znajduje się lekko zatarty napis w języku niemieckim „Rette Deine Seele” ( czyli: ratuj swoją duszę). Na cokole wyryte zostały daty przeprowadzenia kolejnych misji w tym kościele farnym: 1852, 1891, 1909, 1923, 1932, 1983, 1997, 2009. Przed krzyżem ułożona jest płyta nagrobna, manierystyczna, prawdopodobnie XVII-wieczna, popękana, silnie starta i mało czytelna. Można rozczytać pojedyncze słowa i litery: Haec Dicit Dominus …/ Nobilis Ac cnosvsi …/ Frider…/ Ivd… . Jest to prawdopodobnie jedyna zachowana w farze płyta nagrobna (płytę biskupa Legendorfa przeniesiono do muzeum w Lidzbarku Warmińskim)[16].
2. Krzyż przy ul. Sikorskiego – znajduje się na terenie posesji. Krzyż metalowy z krucyfiksem na murowanym cokole. Zawiera napisy: „Im Kreuz ist heil” (w krzyżu zbawienie) oraz „JW 1906".

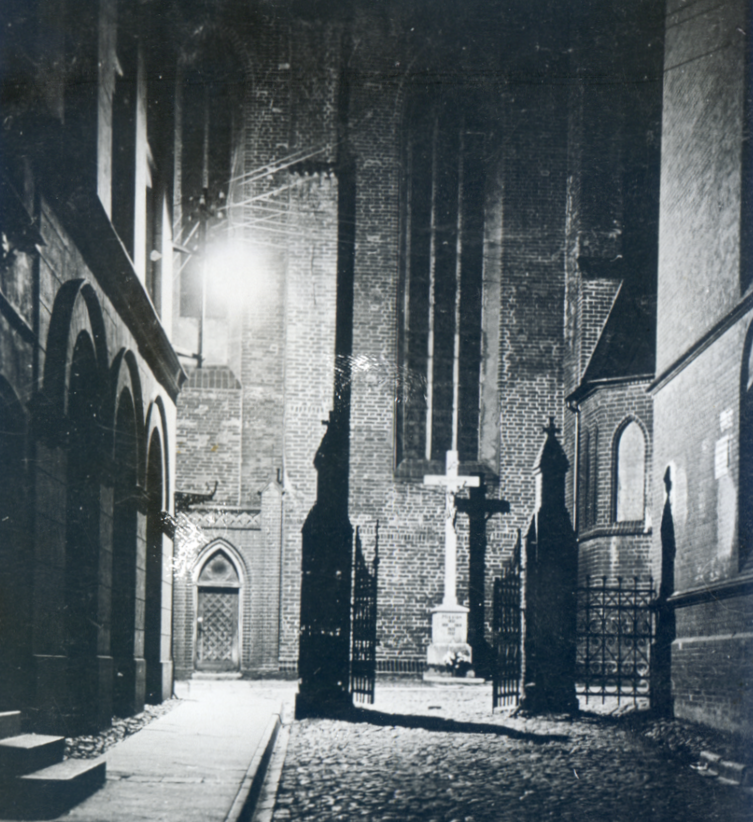
Krzyż misyjny z 1920 roku
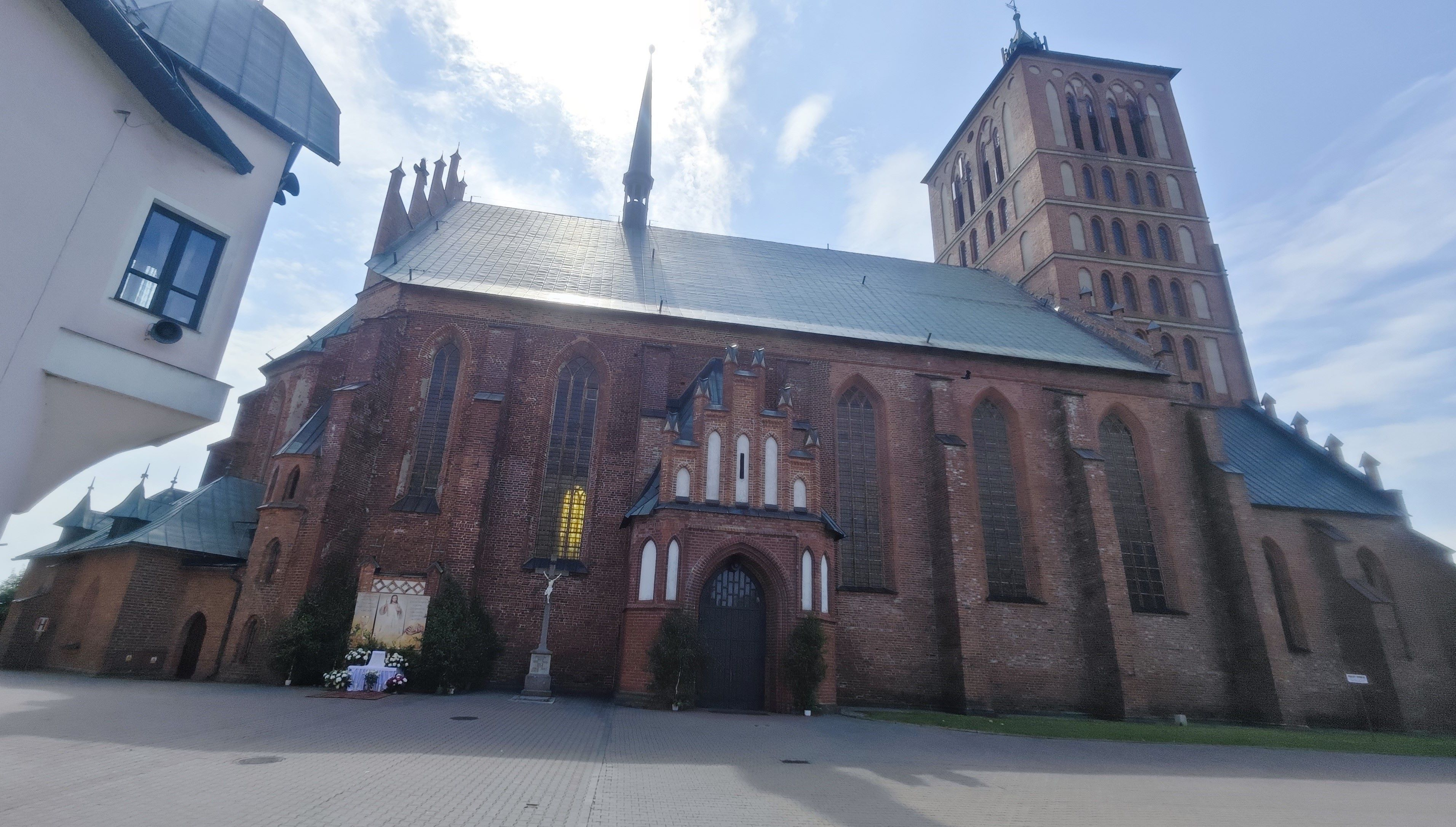
Panorama
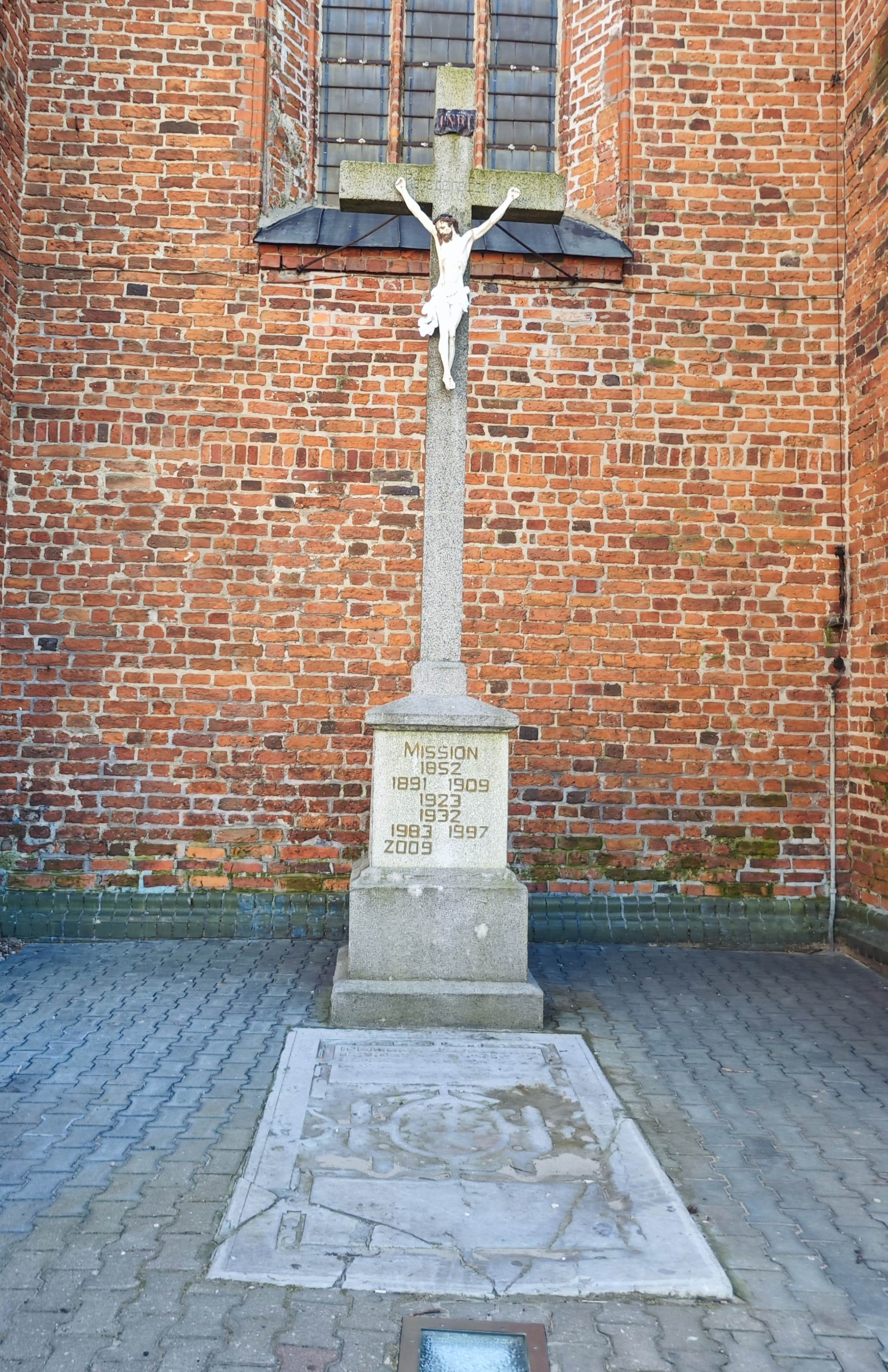
Zbliżenie
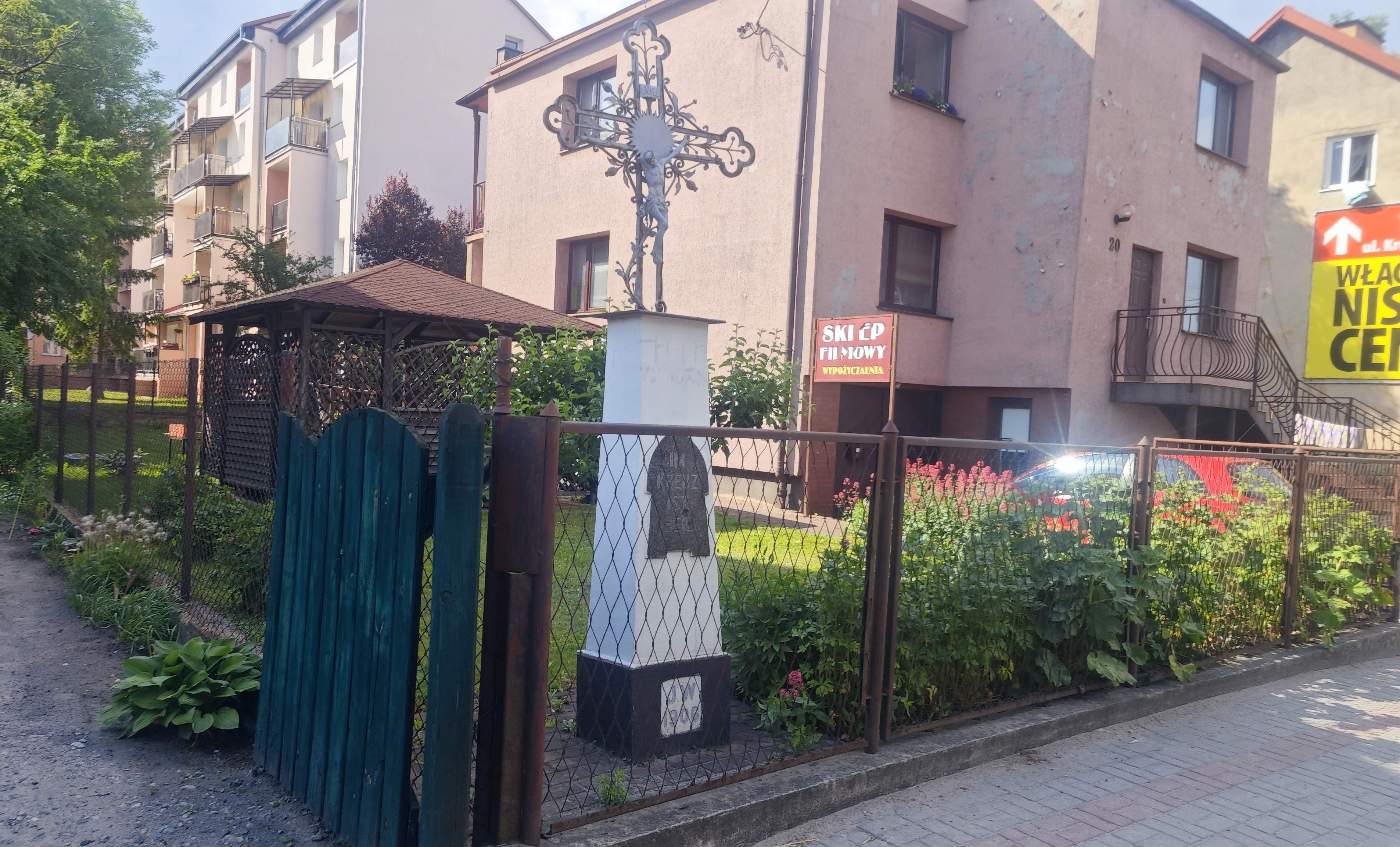
Ul. Sikorskiego
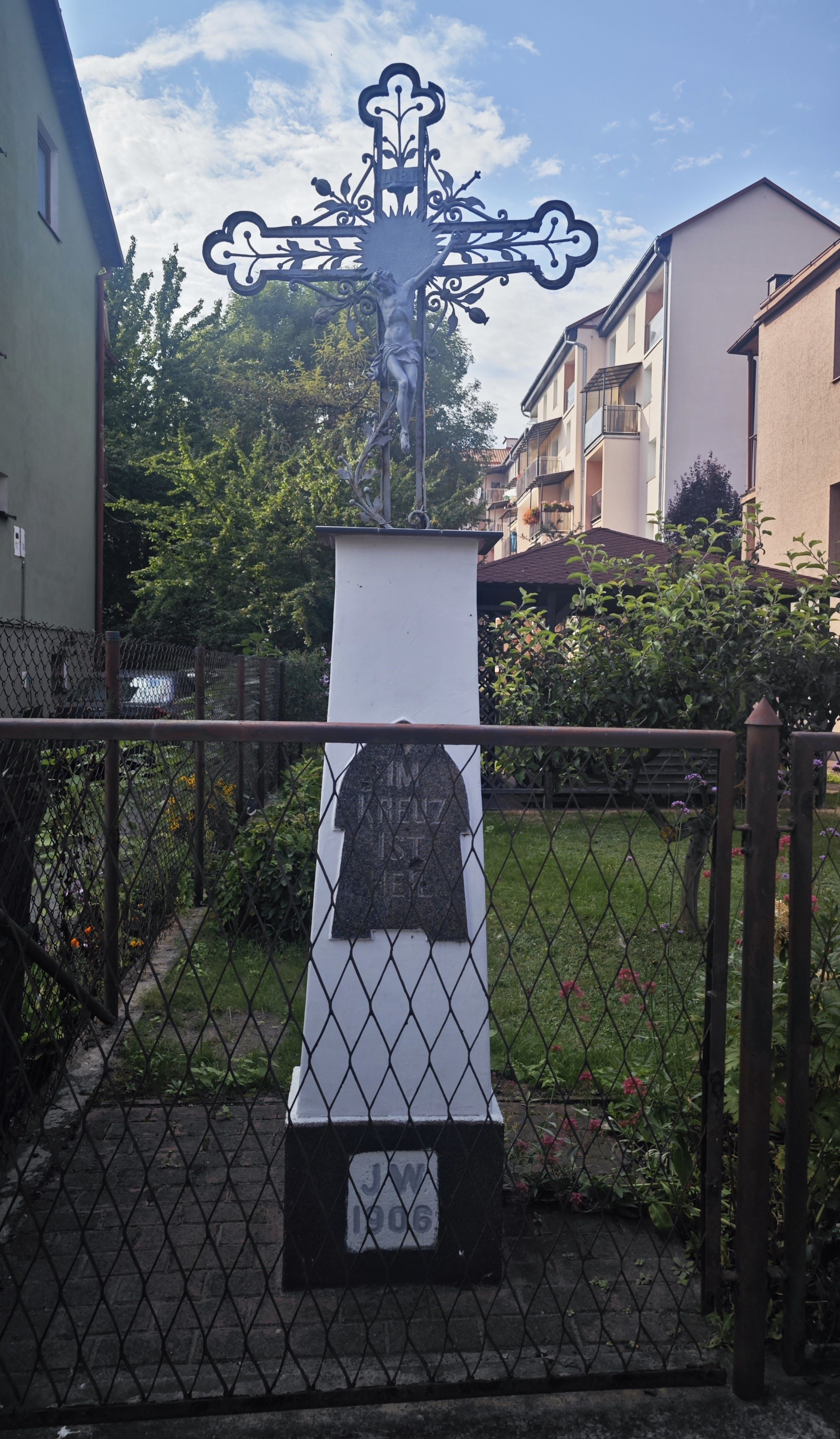
Ul. Sikorskiego